# 黑橡树剧院

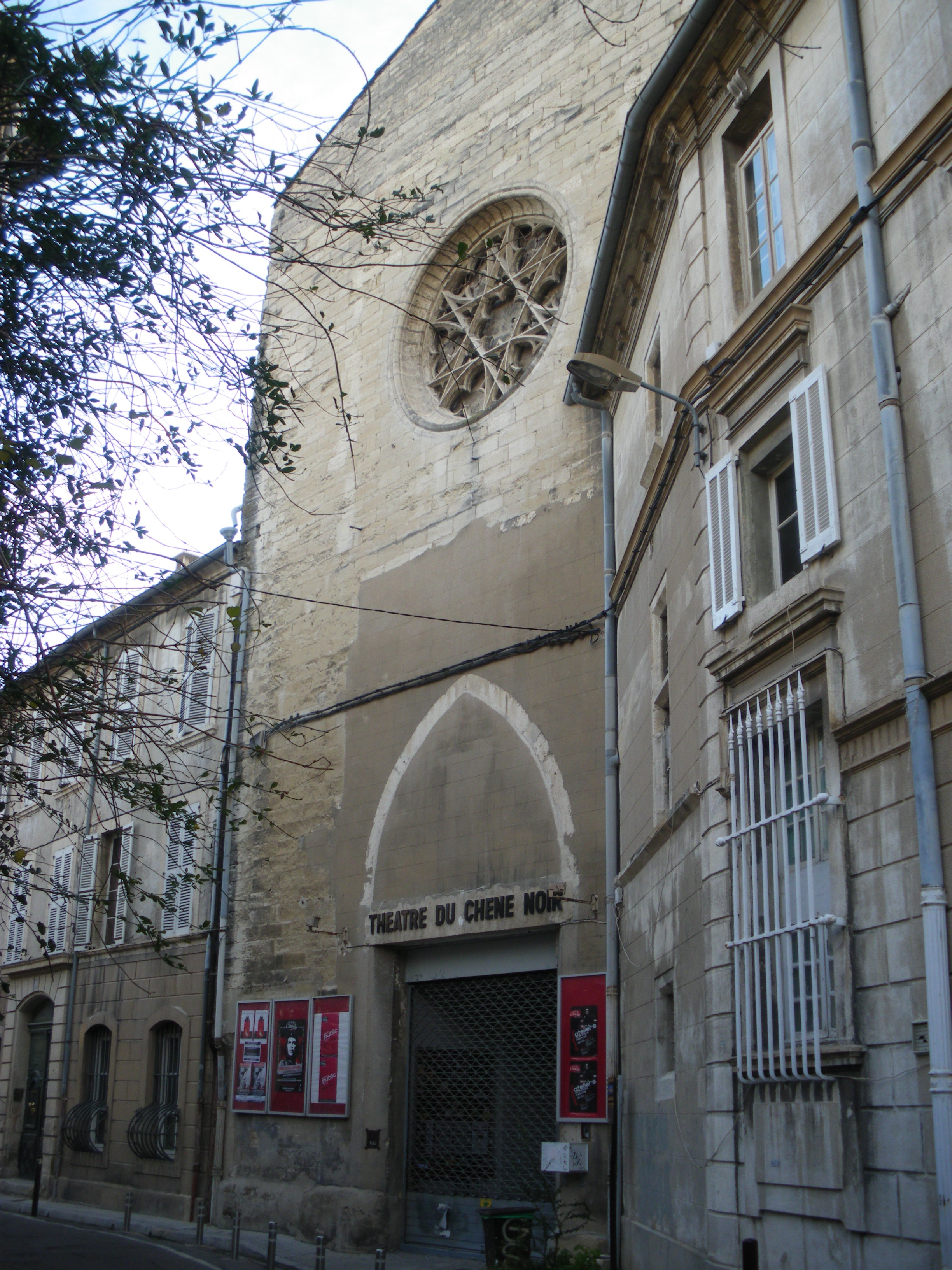

黑橡树剧院（法語：Théâtre du Chêne noir）是法国阿维尼翁的一个剧院，由导演杰勒德·格拉斯（Gérard Gelas）创建于1971年。
黑橡树剧院开设在历史建筑圣加大肋纳修道院（Abbaye Sainte-Catherine d'Avignon），位于圣加大肋纳街，教宗宫背后。这座修道院原属熙笃会，法国大革命期间废弃，当时有数十名修女因不愿发誓而在1794年被处死 。1974年列为法国历史古迹。
修道院教堂建于14世纪。
安德烈·贝内代托（André Benedetto）是阿维尼翁节的先驱。